# 奴隷市場 (性風俗)
奴隷市場（どれいしじょう）は、奴隷の売買及びその過程を楽しむSMの一分野。主に欧米で認知されているが、日本のSMバーで余興に開催されることもある。

## 概要

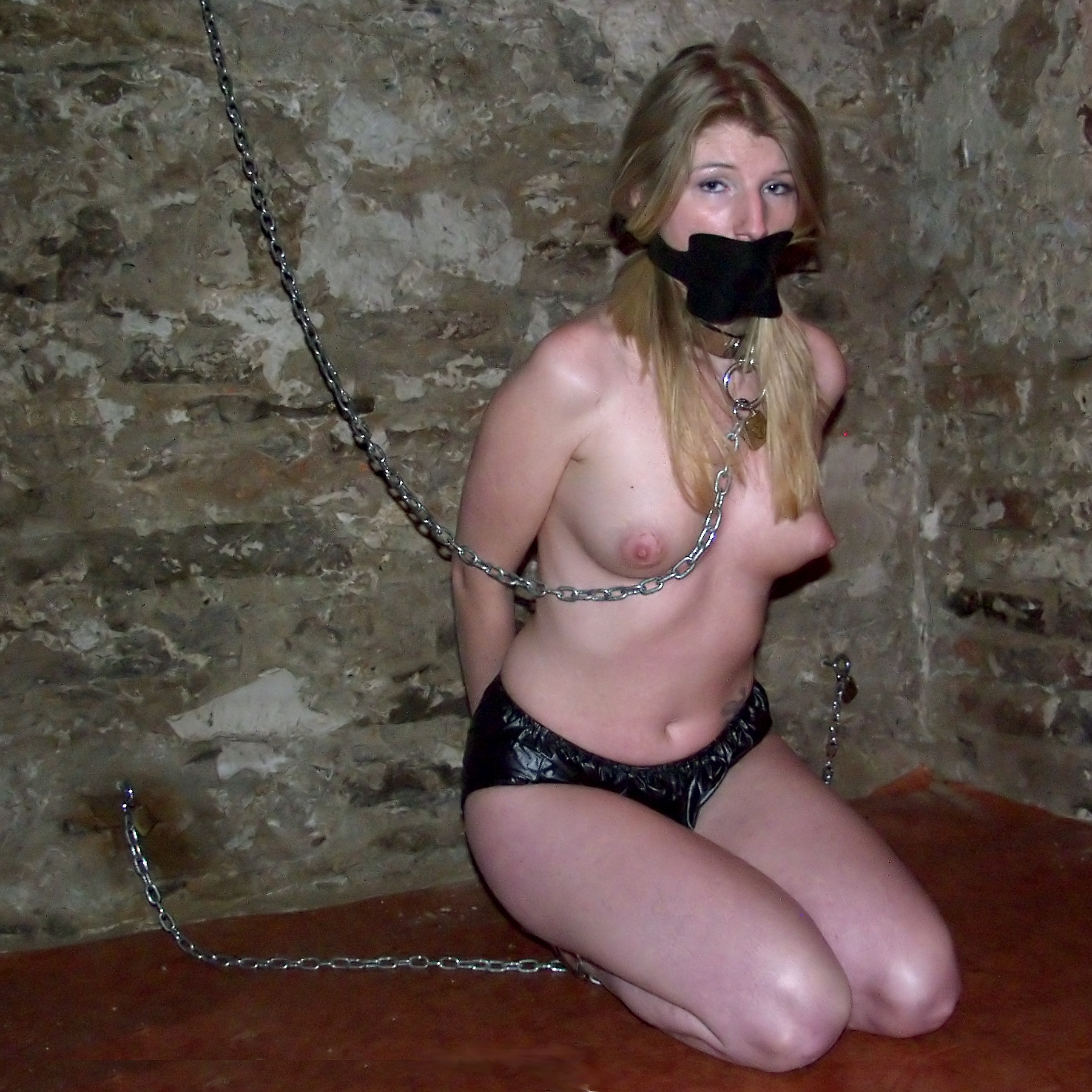
奴隷市場で売買される女の奴隷

無理やり引き立てられ、衆人の前で値踏みされるのに快感を覚える者（奴隷）と、そうやって人を売買するのを楽しむ者の間で、仮想的な奴隷売買を楽しむ。男が、女の奴隷を売買するのが一般的だが、逆も存在する。その場合は、買い手の女性を「女王様」、奴隷の男性を「M男」と表現したりする。市場に出品される場合は以下のような行為を含むことがある。
- 全裸にする（但し性器の露出は禁止）
- 後ろ手に縛る
  - 緊縛する
  - 手錠や手枷、脚枷をつける
  - 首輪をつける
  - 拘束具で固定する
  - 貞操帯をつける
- 檻に入れる
- 番号をつける
- シチュエーションをつける（借金返済のため、意に反して競りにかけられる…等）
- エイジプレイとの混合で赤ちゃん奴隷の売買や、ペットプレイとの混合で奴隷犬の売買の形を取る場合もある。
- 剃毛しパイパンにする、シールのペーパータトゥーで卑わいな絵や文字を入れるなど、「奴隷の印」を付ける場合もある。

買い手は、その奴隷のしぐさなどを楽しみ、開けっぴろげな奴隷よりも、羞恥心が強い奴隷を好むことが多いとされる。またペニス責めを嗜好する女性などのように男性器の形状を基準に落札する奴隷を選ぶ者もいる。
通常サイズよりも巨根あるいは反対にマイクロペニスが珍重される。
落札された奴隷は買い主に一定の時間（あるいは数日間）従わなければならない。SMバーなどのイベントでは落札された奴隷は店内で落札者に玩具にされることが多い。奴隷は、家畜同然に扱われる屈辱感を楽しむ。

## 欧米における文化
歴史的に奴隷売買を行なっていた欧米において、奴隷売買をテーマにしたビデオが製作・販売され、実際にそういったイベントが開催されることがある。インターネット上でも同様なサイトが存在していたことがある。
実際に金銭の授受を行うと、人身売買と見なされたり、性行為に及ぶ場合には「売春」「強姦」と見なされ、当局に規制される危険がある。ただし、あまりに自己規制が過ぎると、単なるスワッピングとの差異化が難しくなる。